# Johann Hermann Dielhelm
Johann Hermann Dielhelm (* 7. Dezember 1702 in Frankfurt am Main; † 20. Juni 1784 in Frankfurt am Main, vermutlich beerdigt auf dem Peterskirchhof) war ein Autor gewässerkundlicher Werke (Autorenkürzel I. H. D.).
Über sein Leben ist wenig bekannt. Angeblich war er gelernter Perückenmacher. Er veröffentlichte zum Nutzen der Reisenden und anderer Liebhaber Beschreibungen zahlreicher Flussregionen, in denen er die Landschaften, Städte, Schlösser, Festungen und Klöster ausführlich beschrieb. Die Werke erschienen zunächst anonym. Als Verfasser wurde angegeben von einem Nachforscher In Historischen Dingen, darin verbergen sich seine Initialen I, H und D. Den Titel des verbreitetsten Werkes und das Pseudonym borgte sich im 19. Jahrhundert Johann Christian von Stramberg für sein wesentlich umfangreicheres, aber dennoch unvollendet gebliebenes Werk aus: Denkwürdiger und nützlicher Rheinischer Antiquarius, Welcher die wichtigsten und angenehmsten geographischen, historischen und politischen Merkwürdigkeiten des ganzen Rheinstroms, von seinem Ausflusse in das Meer bis zu seinem Ursprunge, darstellt. Von einem Nachforscher in historischen Dingen. (39 Bde.)

## Werke

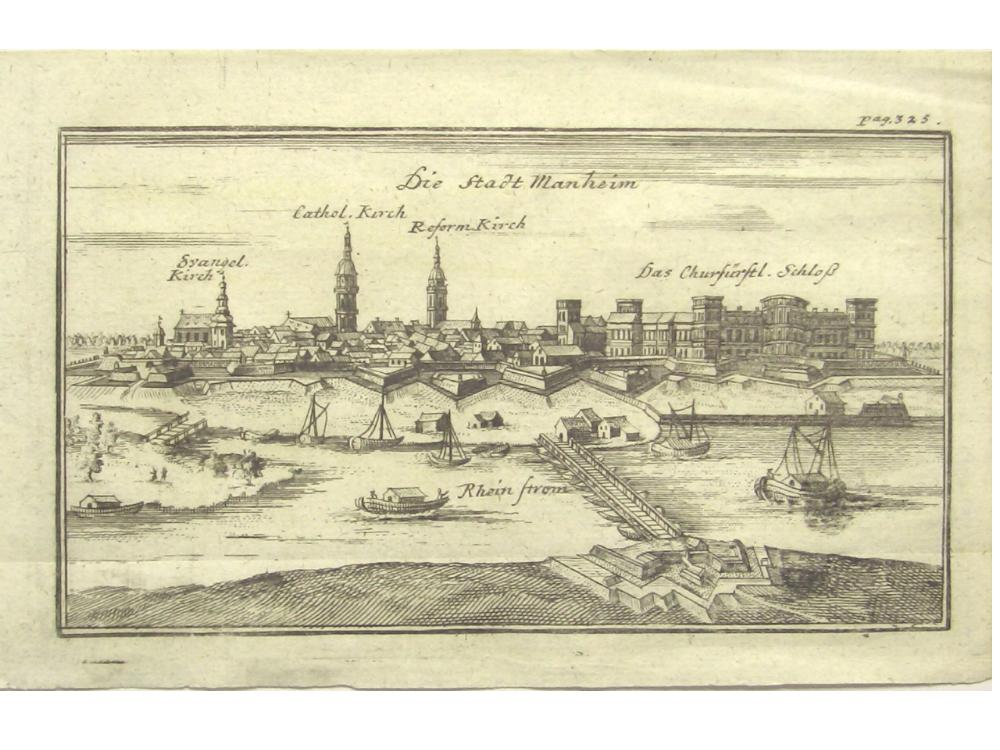
Die Stadt Mannheim (um 1740). Johann Hermann Dielhelm: Denkwürdiger und nützlicher Rheinischer Antiquarius

- Denkwürdiger und nützlicher Rheinischer Antiquarius, welcher die Wichtigsten und angenehmsten geograph- histor- und politischen Merkwürdigkeiten des ganzen Rheinstroms, Von seinem Ursprung an samt allen seinen Zuflüssen, bis er sich endlich nach und nach wieder verlieret, darstellet. Nebst einer kurzen Beschreibung der vornehmsten Städte in Holland. Von einem eifrigen Nachforscher In Historischen Dingen, Frankfurt am Main 1739. Dass. 2. Aufl. Frankfurt am Main 1744 und dritte Auflage  mit Nennung des vollen Verfassernamens Frankfurt am Main und Leipzig 1776. (Digitalisat der 2. Ausgabe 1744)

- Antiquarius der Neckar- Main- Mosel- und Lahnströme, oder ausführliche Beschreibung dieser vier in den Rheinstrom einfallenden Flüssen. ... nebst einem Anhang vom Saarflus. ... als der zweyte Band zum Rheinischen Antiquario ... Frankfurt am Main 1740.  2. verbesserte und vermehrte Aufl., mit Nennung des vollen Verfassernamens, Frankfurt am Main 1781. (Digitalisat der 1. Ausgabe 1740, nicht von falscher Titelangabe verwirren lassen!)

- Denkwürdiger und nützlicher Antiquarius des Elb-Stroms. Zum Nutzen der Reisenden und anderer Liebhaber seltener und sehenswürdiger Sachen, als ein Dritter Band des Rheinischen Antiquarius gesammelt. Frankfurt am Main 1741.

- Allgemeines Hydrographisches Lexicon aller Ströme und Flüsse In Ober- und Nieder-Deutschland, worinnen in alphabetischer Ordnung mehr als 1000. Haupt- und bey 2500. Zuflüsse nach ihren Namen, Ursprunge, Lauf und Ausfluße nicht nur ausführlich und mit Fleiß beschrieben; sondern auch zugleich die nöthigsten und wichtigsten geographischen Merkwürdigkeiten von den Namen der Städte, Schlösser, Festungen, Klöster, Flecken, Dörfern, die an denselben liegen, kürzlich und angenehm aufrichtig erzählet werden von einem Nach-forscher In Historischen Dingen. Frankfurt am Main 1743. (Digitalisat)

später noch einmal unter neuem Titel, offensichtlich wurde lediglich die Restauflage von 1743 mit neuem Titelblatt mit Nennung des Verfassers und neu gesetztem aber fast identischem Vorwort versehen:
- Allgemeines hydrographisches Wörter-Buch aller Ströme und Flüsse in Ober- und Nieder-Deutschland nach alphabetischer Ordnung herausgegeben von Johann Hermann Dielhelm. Frankfurt und Leipzig 1768.
- Wetterauischer Geographus, Das ist: Kurtze und Vollständige Beschreibung, aller derer in- und an der Wetterau liegender Herrschaften, Städte, Schlösser, Flecken, Dörfer, Adelicher-Klöster- und anderer Höfe, Salz-Soden, ... auch was bey ein- und anderem Ort merck- und denckwürdiges zu sehen, [et]c. in Alphabetischer Ordnung zusammen getragen und Nun zum erstenmahl ans Licht gestellet. Frankfurt am Main 1747

posthum erschienen:
- Antiquarius des Donau-Stroms oder Ausführliche Beschreibung dieses berühmten Stroms, von seinem Ursprung und Fortlauf: bis er sich endlich in das schwarze Meer ergießet; nebst allen daran liegenden Festungen, Städten, Marktflecken, Dörfern, Klöstern und heineinfal-lenden Flüssen; bis ins verflossene 1784. Jahr accurat beschrieben; Zum Nutzen der Reisenden und andern Liebhabern zusammen getragen und ans Licht gestellet; ... Johann Hermann Dielhelm. Frankfurt am Main 1785